# Victor Young
Victor Young (ur. 8 sierpnia 1899 w Chicago, zm. 10 listopada 1956 w Palm Springs w Kalifornii) – amerykański muzyk filmowy.

## Życiorys
Urodził się w Chicago. Jego matka, która krótko przedtem wyemigrowała z Polski, wcześnie zmarła. Po jej śmierci jego ciotka zdecydowała się na powrót do Warszawy. Tam skończył Konserwatorium Warszawskie, w klasie kompozycji profesora Romana Statkowskiego. I właśnie jako skrzypek Victor Young (w Polsce nazywał się Wiktor Jung) debiutował w Filharmonii Warszawskiej.
Później zaangażował się do orkiestry w jednym z kinoteatrów warszawskich. Szukał swojego miejsca w Rosji i Niemczech, lecz odnalazł je w Ameryce, gdzie komponował w pionierskim okresie amerykańskiej muzyki filmowej. Na początku lat 30. związał się z radiem, później zaś z filmem. Do dziś wśród miłośników muzyki filmowej uchodzi za klasyka.  Jest autorem tak głośnych partytur jak „Jeździec znikąd”, „Johnny Guitar”, „Komu bije dzwon”, „W 80 dni dookoła świata” czy „Podróże Guliwera”.
Już międzywojenna prasa polska rozpisywała się o jego twórczości przy okazji premiery filmu „Przypływ”. Był jednym z najwybitniejszych twórców amerykańskiej muzyki filmowej obok Maxa Steinera, Ericha Wolfganga Korngolda, Alfreda Newmana, Dimitrija Tiomkina czy Herberta Stotharta. Aż 22 razy był nominowany do Nagrody Akademii, którą otrzymał pośmiertnie, za „W 80 dni dookoła świata” (1956).
Zmarł na raka w Palm Springs, będąc u szczytu powodzenia.

## Filmografia

### Adaptacje
1936
- Fantastyczny rejs (Anything Goes, reż. Lewis Milestone, kier. muz.)

1937
- Thrill of a Lifetime (reż. George Archainbaud, aranż.)
- Swing High, Swing Low (reż. Mitchell Leisen, aranż.)

1938
- Peck’s Bad Boy with the Circus (reż. Eddie Cline, kier. muz.)
- The Gladiator (reż. Edward Sedgwick, kier. muz.)

1939
- Man About Town (reż. Mark Sandrich, kier. muz.)

1940
- Rhythm on the River (reż. Victor Schertzinger, kier. muz.)
- Road to Singapore (reż. Victor Schertzinger, kier. muz.)
- Those Were the Days (reż. Theodore Reed, kier. muz.)

1941
- Kiss the Boys Goodbye (reż. Victor Schertzinger, kier. muz.)
- Road to Zanzibar (reż. Victor Schertzinger, kier. muz.)

1942
- True to the Army (reż. Albert S. Rogell, kier. muz.)
- Priorities on Parade (reż. Albert S. Rogell, kier. muz.)
- Road to Morocco (reż. David Butler, kier. muz.)

1943
- Riding High (t.a. Melody Inn, reż. George Marshall, kier. muz.)

1945
- Out of this World (reż. Hal Walker, kier. muz.)

1946
- The Blue Dahlia (reż. George Marshall, kier. muz.)

1950
- Riding High (reż. Frank Capra, kier. muz.)

1952
- The Story of Will Rogers (reż. Michael Curtiz, kier. muz.)

1953
- The Stars Are Singing (reż. Norman Taurog, kier. muz)

1954
- Knock on Wood (reż. Norman Panama, Melvin Frank, kier. muz.)

1955
- A Man Alone (reż. Ray Milland, kier. muz.).

### Oryginalne
1936
- Heart of the West (reż. Howard Bretherton)

1937
- Mocni ludzie (Wells Fargo, reż. Frank Lloyd)
- Wytworny świat (Vogues of 1938, reż. Irving Cummings)
- Make Way for Tomorrow (reż. Leo McCarey)
- Droga w nieznane (Ebbtide, reż. James P. Hogan)
- Szampański walc (Champagne Waltz, reż. A. Edward Sutherland)
- Czarownica z Salem (Maid of Salem, reż. Frank Lloyd)
- Swing High, Swing Low (reż. Mitchell Leisen)
- Waikiki Wedding (reż. Frank Tuttle)

1938
- Flirting with Fate, reż. Frank McDonald)
- Breaking the Ice (reż. Edward Cline)
- Army Girl (a.t. The Last of the Calvary, reż. George Nicholls jr.)

1939
- Droga na południe (Way Down South, reż. Bernard Vorhaus)
- Range War (reż. Lesley Selander)
- Our Neighbors - The Carters (reż. Ralph Murphy)
- The Night of Nights (reż. Lewis Milestone)
- The Llano Kid (reż. Edward D. Venturini)
- Law of the Pampas (reż. Nate Watt)
- Hertitage of the Desert (reż. Lesley Selander)
- Fisherman’s Wharf (reż. Bernard Vorhaus)
- All Women Have Secrets (reż. Kurt Neumann)
- Zdobywca (Man of Conquest, reż. George Nicholls)
- Złoty chłopiec (Golden Boy, reż. Rouben Mamoulian)
- Podróże Guliwera (Gulliver’s Travels, reż. Dave Fleischer, muzyka sfer)
- The Light That Failed (reż. William A. Wellman)

1940
- The Way of All Flesh (reż. Louis King)
- Nieposkromiony (Untamed, reż. Henry King, George Archainbaud)
- Three Men from Texas (reż. Lesley Selander)
- Moon Over Burma (reż. Louis King)
- Knights of the Range (reż. Lesley Selander)
- I Want a Divorce (reż. Ralph Murphy)
- Raffles (reż. Sam Wood)
- Mroczne dowództwo (The Dark Command, reż. Raoul Walsh)
- Buck Benny Rides Again (reż. Mark Sandrich)
- Ukaż się moja ukochana (Arise, My Love, reż. Mitchell Leisen)
- Three Faces West (a.t. The Refugee, reż. Bernard Vorhaus)
- Policja konna północnego zachodu (North West Mounted Police, reż. Cecil B. DeMille)
- Arizona (reż. Wesley Ruggles)

1941
- Virginia (reż. Edward H. Griffith)
- Skylark (reż. Mark Sandrich)
- Reaching for the Sun (reż. William A. Wellman)
- The Mad Doctor (reż. Tim Whelan)
- Caught in the Draft (reż. David Butler)
- Aloma of the South Seas (reż. Alfred Santell)
- I Wanted Wings (reż. Mitchell Leisen)
- Złote wrota (Hold Back the Dawn, reż. Mitchell Leisen)

1942
- Silver Queen (reż. Lloyd Bacon)
- The Remarkable Andrew (reż. Stuart Heisler)
- Opowieść o Palm Beach (The Palm Beach Story, reż. Preston Sturges)
- Mrs. Wiggs of the Cabbage Patch (reż. Ralph Murphy)
- The Great Man’s Lady (reż. William A. Wellman)
- Szklany klucz (The Glass Key, reż. Stuart Heisler)
- Beyond the Blue Horizon (reż. Alfred Santell)
- Zdradzieckie skały (Reap the Wild Wind, reż. Cecil B. DeMille)
- Take a Letter, Darling (reż. Mitchell Leisen)
- Flying Tigers (reż. David Miller)
- The Forest Rangers (reż. George Marshall)

1943
- Young and Willing (reż. Edward H. Griffith)
- True to Life (reż. George Marshall)
- Wyjęty spod prawa (The Outlaw, reż. Howard Hughes i Howard Hawks)
- Hostages (reż. Frank Tuttle)
- Komu bije dzwon (For Whom the Bell Tolls, reż. Sam Wood)
- The Crystal Ball (reż. Elliott Nugent)
- Buckskin Frontier (reż. Lesley Selander)
- Chiny (China, reż. John Farrow)
- No Time for Love (reż. Mitchell Leisen)

1944
- The Uninvited (reż. Lewis Allen)
- Target Tokyo (reż. )
- The Great Moment (reż. Preston Sturges)
- And the Angels Sing (reż. George Marshall)
- And Now Tomorrow (reż. Irving Pichel)
- The Story of Dr. Wassell (reż. Cecil B. DeMille)
- Frenchman’s Creek (reż. Mitchell Leisen)
- Ministerstwo strachu (Ministry of Fear, reż. Fritz Lang)
- Practically Yours (reż. Mitchell Leisen)

1945
- A Medal for Benny (reż. Irving Pichel)
- Kitty (reż. Mitchell Leisen)
- Hold That Blonde! (reż. George Marshall)
- The Great John L. (reż. Frank Tuttle)
- You Came Along (reż. John Farrow)
- Listy miłosne (Love Letters, reż. William Dieterle)
- Masquerade in Mexico (reż. Mitchell Leisen)

1946
- Two Years Before the Mast (reż. John Farrow)
- Przenikliwy wiatr (The Searching Wind, reż. William Dieterle)
- Our Hearts Were Growing Up (reż. William D. Russell)
- California (reż. John Farrow)
- To Each His Own (reż. Mitchell Leisen)

1947
- The Trouble with Women (reż. Sidney Lanfield)
- The Imperfect Lady (reż. Lewis Allen)
- I Walk Alone (reż. Byron Haskin)
- Calcutta (reż. John Farrow)
- Suddenly, It's Spring (reż. Mitchell Leisen)
- Golden Earrings (reż. Mitchell Leisen)
- Niepokonani (Unconquered, reż. Cecil B. DeMille)

1948
- So Evil My Love (reż. Lewis Allen)
- Blada twarz (The Paleface, reż. Norman Z. McLeod)
- Night Has a Thousand Eyes (reż. John Farrow)
- Cesarski walc (The Emperor Waltz, reż. Billy Wilder)
- The Big Clock (reż. John Farrow)
- Beyond Glory (reż. John Farrow)
- Oskarżona (The Accused, reż. William Dieterle)
- Stan unii (State of te Union, reż. Frank Capra)
- Dream Girl (reż. Mitchell Leisen)
- Miss Tatlock's Millions (reż. Richard Haydn)

1949
- Streets of Laredo (reż. Leslie Fenton)
- Piaski Iwo Jimy (Sands of Iwo Jima, reż. Allan Dwan)
- My Foolish Heart (reż. Mark Robson)
- The File of Thelma Jordon (reż. Robert Siodmak)
- A Connecticut Yankee in King Arthur’s Court (reż. Tay Garnett)
- Chicago Deadline (reż. Lewis Allen)
- Song of Surrender (reż. Mitchell Leisen)
- Samson i Dalila Samson and Delilah (reż. Cecil B. DeMille)

1950
- Wrześniowa przygoda (September Affair, reż. William Dieterle)
- Paid in Full (reż. William Dieterle)
- Ognista kula (The Fireball, reż. Tay Garnett)
- Bright Leaf (reż. Michael Curtiz)
- Gun Crazy (reż. Joseph H. Lewis)
- Rio Grande (reż. John Ford)
- Our Very Own (reż. David Miller)

1951
- The Wild Blue Yonder (reż. Allan Dwan)
- A Millionaire for Christy (reż. George Marshall)
- The Lemon Drop Kid (reż. Sidney Lanfield, Frank Tashlin)
- Honeychile (reż. R.G. Springsteen)
- Belle Le Grande (reż. Allan Dwan)
- Appointment with Danger (reż. Lewis Allen)
- Payment on Demand (reż. Curtis Bernhardt)
- Bullfighter and the Lady (reż. Budd Boetticher)
- Szpieg z przypadku (My Favorite Spy, reż. Norman Z. McLeod)

1952
- Thunderbirds (reż. John H. Auer)
- The Story of Will Rogers (reż. Michael Curtiz)
- Gwiazda (The Star, reż. Stuart Heisler)
- Something to Live for (reż. George Stevens)
- One Minute to Zero (reż. Tay Garnett)
- Blackbeard the Pirate (reż. Raoul Walsh)
- Anything Can Happen (reż. George Seaton)
- Największe widowisko świata (The Greatest Show on Earth, reż. Cecil B. DeMille)
- Spokojny człowiek (The Quiet Man, reż. John Ford)
- Scaramouche (film 1952)"Scaramouche (Scaramouche, reż. George Sidney)

1953
- The Woman They Almost Lynched (reż. Allan Dwan)
- Rewolta w dolinie (Trouble in the Glen, reż. Herbert Wilcox)
- The Stars Are Singing (reż. Norman Taurog)
- Jeździec znikąd (Shane, reż. George Stevens)
- A Perilous Journey (reż. R.G. Springsteen)
- Little Boy Lost (reż. George Seaton)
- Forever Female (reż. Irving Rapper)
- Fair Wind to Java (reż. Joseph Kane)
- The Sun Shine Bright (reż. John Ford)

1954
- Flight Nurse (reż. Allan Dwan)
- Drum Beat (reż. Delmer Daves)
- Dziewczyna z prowincji (Country Girl, reż. George Seaton)
- O pani Leslie (reż. Daniel Mann)
- Three Coins in the Fountain (reż. Jean Negulesco)
- Johnny Guitar (Johnny Guitar, reż. Nicholas Ray)
- Jubilee Trail (reż. Joseph Kane)

1955
- Timberjack (reż. Joseph Kane)
- A Man Alone (reż. Ray Milland)
- Lewa ręka Boga (The Left Hand of God, reż. Edward Dmytryk)
- Son of Sinbad (reż. Ted Tetzlaff)
- Dwaj z Teksasu (The Tall Men, reż. Raoul Walsh)
- Dowództwo lotnictwa strategicznego (Strategic Air Command, reż. Anthony Mann)

1956
- Pisane na wietrze (Written on the Wind, reż. Douglas Sirk)
- The Vagabond King (reż. Michael Curtiz)
- The Proud and the Profane (reż. George Seaton)
- The Maverick Queen (reż. Joseph Kane)
- The Brave One (reż. Irving Rapper)
- Zdobywca (The Conqueror) (reż. Dick Powell)
- W 80 dni dookoła świata (Around the World in Eighty Days, reż. Michael Anderson)

1957
- Szybkie kule (Run of the Arrow, reż. Samuel Fuller)
- The Buston Keaton Story (reż. Sidney Sheldon)
- Omar Kayyam (reż. William Dieterle)
- China Gate (reż. Samuel Fuller)

### Muzyka
1938 
- Army girl (reż. George Nicholls jr.)
- Breaking the ice (reż. Edward Cline)

1939 
- Droga na południe (reż. Bernard Vorhaus)
- Złoty chłopiec (reż. Rouben Mamoulian)
- Podróże Guliwera (reż. Dave Fleischer)
- Zdobywca (reż. George Nicholls jr.)

1940 
- Ukaż się
- Moja ukochana (reż. Mitchell Leisen)
- Arizona (reż. Wesley Ruggles)
- Mroczne dowództwo (reż. Raoul Walsh)
- Policja konna północnego zachodu (reż. Cecil B. DeMille)

1941 
- Złote wrota (reż. Mitchell Leisen)

1942 
- Flying tigers (reż. David Miller)
- Silver queen (reż. Lloyd Bacon)
- Take a letter)
- Darling (reż. Mitchell Leisen)

1943 
- Komu bije dzwon (reż. Sam Wood)

1945 
- Listy miłosne (reż. William Dieterle)

1948 
- Cesarski walc (reż. Billy Wilder)

1950 
- Samson i Dalila (reż. Cecil B. DeMille)

1956 
- W 80 dni dookoła świata (reż. Michael Anderson)

## Piosenki
1945 
- Love Letters z filmu Listy miłosne (reż. William Dieterle) (muzyka, słowa napisał Edward Heyman)

1949 
- My Foolish Heart z filmu My foolish heart (reż. Mark Robson) (muzyka, słowa napisał Ned Washington)

1956 
- Written on the Wind z filmu Pisane na wietrze (reż. Douglas Sirk) (muzyka, słowa napisał Sammy Cahn)